# Juan Navarro Castellanos
Juan Navarro Castellanos (* 27. Januar 1945 in San José de Gracia, Michoacán, Mexiko) ist ein mexikanischer Geistlicher und emeritierter römisch-katholischer Bischof von Tuxpan.

## Leben
Juan Navarro Castellanos empfing am 23. Dezember 1977 das Sakrament der Priesterweihe für das Bistum San Juan de los Lagos.
Am 31. Januar 2004 ernannte ihn Papst Johannes Paul II. zum Titularbischof von Caput Cilla und bestellte ihn zum Weihbischof in Acapulco. Der Erzbischof von Acapulco, Felipe Aguirre Franco, spendete ihm am 23. März desselben Jahres die Bischofsweihe; Mitkonsekratoren waren der Apostolische Nuntius in Mexiko, Erzbischof Giuseppe Bertello, und der Bischof von San Juan de los Lagos, Javier Navarro Rodríguez. Am 12. Februar 2009 ernannte ihn Papst Benedikt XVI. zum Bischof von Tuxpan.
Papst Franziskus nahm am 27. Februar 2021 seinen altersbedingten Rücktritt an.